# Dębno (Wappengemeinschaft)
Dębno bezeichnet ein polnisches Wappen, welches von verschiedenen Familien des polnischen Adels (Szlachta), insgesamt ca. 71 verschiedene Adelsgeschlechter, in der Zeit des Königreichs Polen und der polnisch-litauischen Union verwendet wurde.

## Namhafte Persönlichkeiten
Zbigniew Oleśnicki, Jaroslav Olesnitsky, Jan Głowacz z Oleśnicy.